# Jürgen Watzke
Jürgen-Michael Watzke (* 8. Juni 1952 in Mittweida; † 16. August 1997 in Jagsthausen) war ein deutscher Schauspieler, Theaterregisseur und Hörspielsprecher.

## Leben
Jürgen Watzke studierte zunächst Technologie an der Technischen Universität Chemnitz und arbeitete in der Technik des Theaters Chemnitz. Sein künstlerisches Handwerk erlernte er an der heutigen Hochschule für Schauspielkunst „Ernst Busch“ Berlin. Engagements hatte er unter anderem am Kleist-Theater Frankfurt (Oder), wo er sein Bühnendebüt gab, und am Theater Nordhausen, an beiden Häusern führte er auch Regie. Neben weiteren Rollen spielte Watzke in Frankfurt (Oder) 1983 den Dorfrichter Adam in Heinrich von Kleists Lustspiel Der zerbrochne Krug. Ferner wirkte er am Potsdamer Hans Otto Theater, zum Beispiel 1983 als Waffenmeister in Hamlet von William Shakespeare, und am Berliner Ensemble. Ab 1993 war Watzke freischaffend tätig und trat unter anderem am Schauspielhaus Zürich auf.
Daneben war Watzke ab 1980 umfangreich vor der Kamera zu sehen, zum Teil in Krimiserien wie Ein Mord für Quandt, Die Wache, Faust oder als diebischer Wirt in der Familienserie Sherlock Holmes und die sieben Zwerge, zum anderen in Literaturverfilmungen wie Kai aus der Kiste oder Die Schauspielerin. Daneben arbeitete Watzke auch als Sprecher in Hörspielproduktionen.
Im Sommer 1997 stand Jürgen Watzke in der Titelrolle von Johann Wolfgang von Goethes Schauspiel Götz von Berlichingen auf der Bühne der Burgfestspiele Jagsthausen. Am Tag vor der Dernière verstarb er unerwartet im Alter von nur 45 Jahren.

## Filmografie
- 1977: Ein Katzensprung
- 1980: Archiv des Todes – Ein Mann wird gejagt
- 1984: Der zerbrochene Krug
- 1987: Wengler & Söhne
- 1988: Die Schauspielerin
- 1988: Kai aus der Kiste
- 1988: Die Entfernung zwischen dir und mir und ihr
- 1989: Die Galgenbrücke
- 1989: Narrenweisheit
- 1989: Die Besteigung des Chimborazo
- 1989: Der Tölpelhans
- 1990: Die Architekten
- 1990: Der Streit um des Esels Schatten
- 1991: Jugend ohne Gott
- 1992: Sherlock Holmes und die sieben Zwerge (5 Folgen als Wirt)
- 1992: Der Erdnußmann
- 1993: Unser Lehrer Doktor Specht (4 Folgen als Herr Menzel)
- 1993: Rosenemil
- 1994: Ich klage an
- 1994: Der Havelkaiser – Stapellauf
- 1994: Cornelius hilft – Postillon d’amour
- 1995: Faust – Der Clan des Drachen
- 1995: Halali oder Der Schuß ins Brötchen
- 1995: Der Clan der Anna Voss
- 1995: Polizeiruf 110 – Im Netz
- 1995: Polizeiruf 110 – Jutta oder Die Kinder von Damutz
- 1995: Prinz zu entsorgen
- 1996: Immer wieder Sonntag – Jedem eine Chance
- 1996: King of Evergreen
- 1997: Ein Mord für Quandt – Betrogene Betrüger
- 1997: mittendrin – Food Design
- 1997: Tatort – Eiskalt
- 1998: Die Wache – Alte Damen und andere Gefahren
- 1998: Liebling Kreuzberg – Schwer verdientes Geld

## Hörspiele (Auswahl)
- 1987: Außerhalb von Schuld – Autor: Uwe Saeger – Regie: Horst Liepach
- 1987: Der Tag, die Nacht – Autor: Joachim Brehmer – Regie: Norbert Speer
- 1988: Gorbunok, das Wunderpferdchen – Autor: Pjotr Jerschow – Regie: Norbert Speer
- 1989: Ein verflixter Sonntag – Autor: Osvaldo Dragún – Regie: Beate Rosch
- 1989: Linda und der Lindwurm – Autor: Waltraud Meienreis – Regie: Peter Brasch
- 1990: Tom Sawyers Abenteuer – Autor: Mark Twain – Regie: Christa Kowalski
- 1990: Das alte Karussell – Autor: Robert Junge – Regie: Manfred Täubert
- 1991: Der Rubin – Autor: Friedrich Hebbel – Regie: Norbert Speer
- 1991: Zimmer 19 – Autoren: Ulrich Kiehl und Katrin Aehnlich – Regie: Christa Kowalski
- 1991: Die Hinrichtung – Autorin: Ljudmila Stefanowa Petruschewskaja – Regie: Peter Groeger
- 1992: Brikett Bardoof – Autor: Nikolai Koljada – Regie: Peter Groeger
- 1993: Die innere deutsche Stimme – Autor: Alexej Schipenko – Regie: Peter Groeger
- 1994: Die Verdammten – Autor: Alexander Sepljarskij – Regie: Peter Groeger
- 1995: Der König David Bericht – Autor: Stefan Heym – Regie: Fritsch Götz
- 1996: Rasmus und der Landstreicher – Autorin: Astrid Lindgren – Regie: Barbara Plensat